# Tadelech Bekele
Pour les articles homonymes, voir Bekele.
Tadelech Bekele, née le 11 avril 1991, est une athlète éthiopienne.

## Carrière
Elle remporte le Semi-marathon de České Budějovice et le Grand Prix de Prague en 2012 ainsi que le Marathon d'Amsterdam en 2017 et 2018. Elle termine quatrième du Marathon de Berlin 2014 et du Marathon de Berlin 2015 et troisième du Marathon de Londres 2018.